# Dicranomyia sordidipennis
Dicranomyia sordidipennis là một loài ruồi trong họ Limoniidae. Chúng phân bố ở miền Cổ bắc.